# نورمان ديفيز
نورمان ديفيز (بالإنجليزية: Ivor Norman Richard Davies)‏ (و. 1939 – م) هو مؤرخ، من المملكة المتحدة، ولد في بولتون، وهو عضوٌ في الأكاديمية الأوروبية للعلوم والآداب، والأكاديمية البريطانية، والجمعية الملكية للأدب.

## التعليم
تعلم في كلية المجدلية، وجامعة ساسكس.

## جوائز
حصل على جوائز منها:
- نيشان فرسان العقاب الأبيض
- ميدالية الاستحقاق للثقافة [الإنجليزية]‏.